# Alberto Fabra
assinatura
Alberto Fabra Part (Castellón de la Plana, 6 de abril de 1964) é um político espanhol do Partido Popular, que foi presidente da Generalidade Valenciana desde 29 de julho de 2011, quando foi proposto depois do despedimento de Francisco Camps, até 28 de junho de 2015, e assim mesmo presidente do Partido Popular da Comunidade Valenciana desde 2011 até 2015. Actualmente é senador por designação autonómica.

## Biografia

### Formação
Alberto Fabra estudou no colégio público Ferreiro e no instituto Francisco Ribalta de Castellón de la Plana. Em 1987 licenciou-se em Arquitetura técnica pela Universidade Politécnica de Valência.

### Vereador na Prefeitura de Castellón
Em 1982 se afiliou às Novas Gerações da Aliança Popular, partido liderado então por Manuel Fraga, chegando a ser presidente local e provincial desta organização. Foi eleito vereador nas eleições municipais de 1991.
O seu primeiro cargo no governo municipal foi o de vereador de Juventude e Meio ambiente. Em 1993, assume a como vereador das Obras e Serviços Públicos. Depois das eleições municipais de 1999, é nomeado vereador de Urbanismo. Entre 1999 e 2005, foi primeiro tenente de prefeito, vereador do Urbanismo e Obras e porta-voz da equipa municipal de governo. Em 2003 esteve imputado por supostos delitos de prevaricaão, tráfico de influências e falsificação de documentos públicos.

### Prefeito de Castellón
Em 2005 foi eleito prefeito de Castellón depois do despedimento de Jose Luis Gimeno, mantendo em seu cargo depois das eleições municipais de 2007 e as de 2011, graças à maioria absoluta conseguida pelo seu partido.

### Deputado nos Cortes Valencianas
Nas eleições autonómicas de 2007 foi eleito deputado nas Cortes Valencianas, revalidando o cargo também nas de 2011.

### Presidente do PPCV e da Comunidade Valenciana

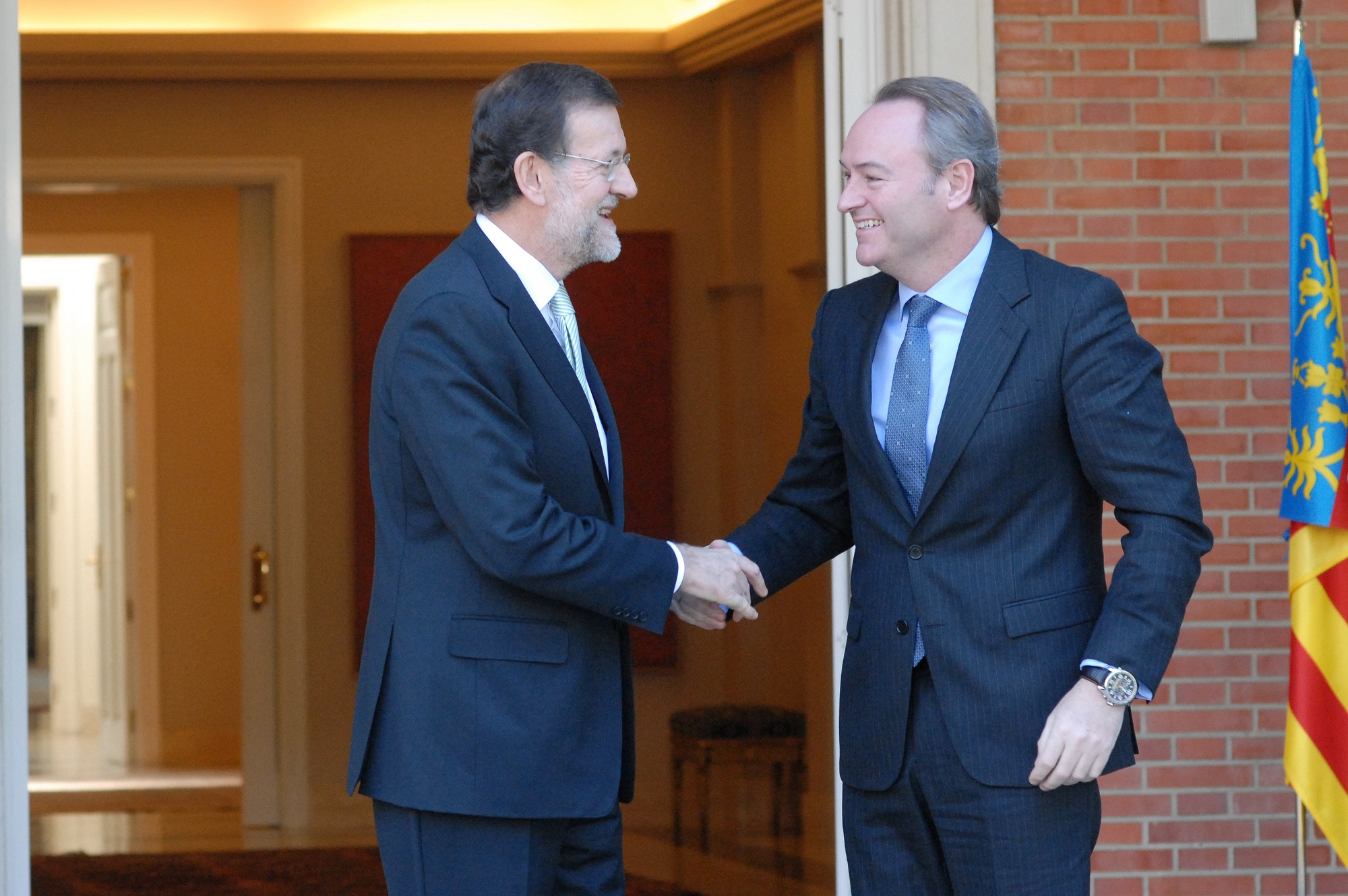

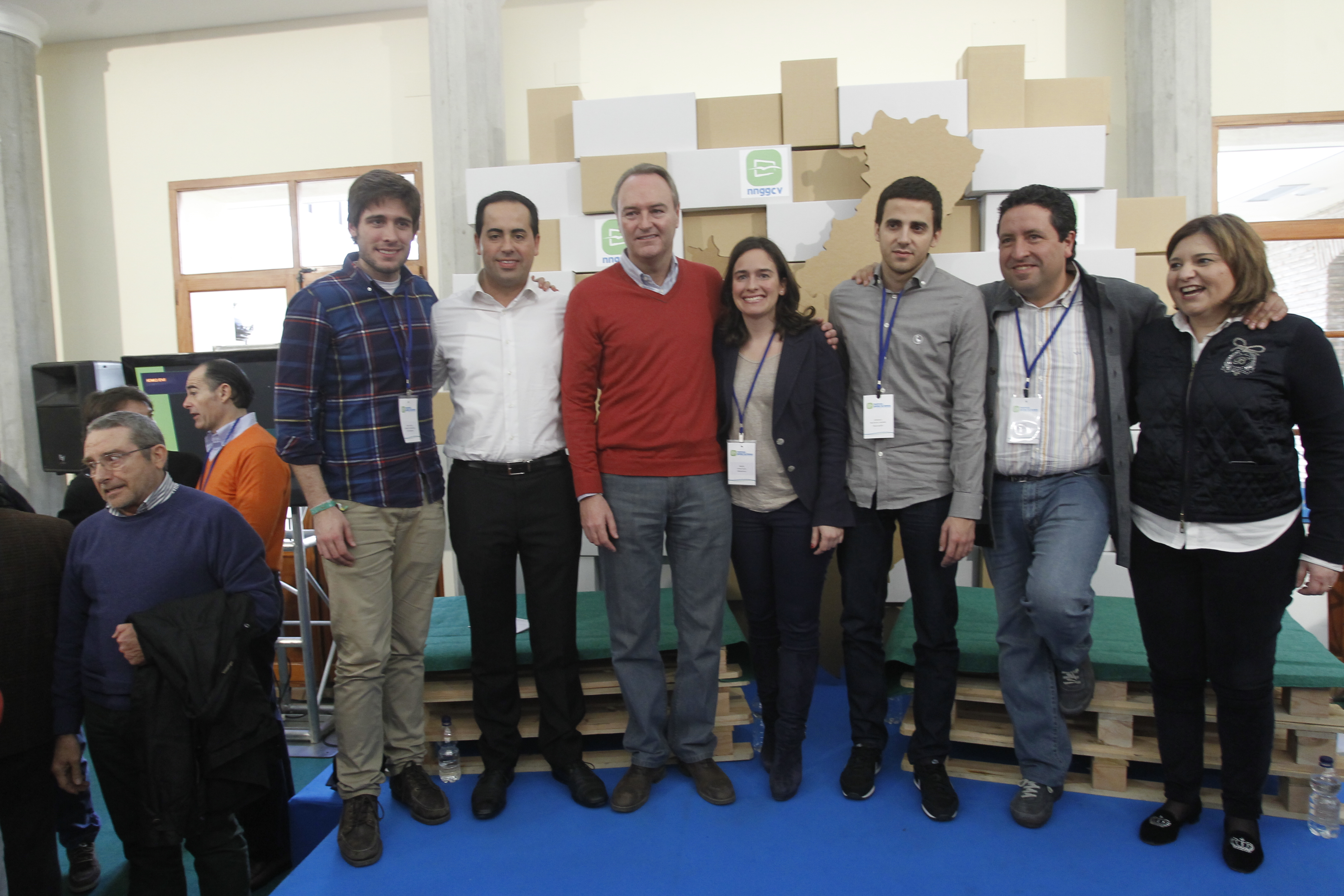
Clausura Convención Regional de NNGG de la comunidad valenciana

Em novembro de 2009 Alberto Fabra foi nomeado coordenador geral do Partido Popular da Comunidade Valenciana, um cargo de nova criação que se desmarca no processo de renovação das estruturas internas como consequência do escândalo de corrupção política conhecido como caso Gürtel. A 20 de julho de 2011 anunciou-se que seria eleito presidente da Generalidade Valenciana depois do despedimento de Francisco Camps. Assim mesmo tomou o relevo de Francisco Camps à frente da presidência do Partido Popular da Comunidade Valenciana no mesmo dia 20 de julho. A 29 de julho tomou posse oficial de seu cargo com a sua investidura, como presidente da Generalidade Valenciana.
Devido aos maus resultados do PP nas eleições aos Cortes Valencianas de 2015 —ainda que seguiu sendo o partido mais votado perdeu a maioria absoluta e nem seguisse com o apoio de Cidadãos poderia voltar a governar—, Alberto Fabra anunciou a 26 de maio de 2015 que não apresentar-se-ia à reeleição como presidente do Partido Popular da Comunidade Valenciana.
A 27 de junho de 2015 cessou oficialmente como presidente do Conselho de Governo da Generalidade Valenciana e foi sucedido por Ximo Puig, do Partido Socialista da Comunidade Valenciana.
A 25 de julho anunciou que apresentaria o seu despedimento como presidente do Partido Popular da Comunidade Valenciana na próxima semana na reunião do Comité Executivo Regional e da Junta Directiva Regional. A 28 de julho comunicou a sua renúncia e foi eleita a sua sucessora, tomando o relevo na Presidência do Partido Popular da Comunidade Valenciana e de porta-voz nas Cortes, Isabel Bonig, exconselheira de Infra-estruturas, Território e Meio ambiente da Generalidade Valenciana e até à sua eleição, coordenadora geral do partido.

## Vida privada
Esteve casado com Cristina Fortanet Gómez, da qual se encontra divorciado e tem dois filhos. Ainda que compartilham apelido, Alberto não é familiar do expresidente da Diputación Provincial de Castellón, Carlos Fabra, segundo ele mesmo tem negado em diversas ocasiões. Não obstante, segundo o Diccionario biográfico de políticos valencianos 1810-2005 (editado pela Diputación de Valencia e a UNED-Valencia) sim que seria primo seu.

## Cargos desempenhados
- Vereador da Prefeitura de Castellón (1993-2011).
- Vereador de Juventude e Meio ambiente de Castellón (1991-1993).
- Vereador de Obras Públicasde Castellón (1993-1999).
- Tenente de prefeito e vereador de Urbanismo de Castellón (1999-2005).
- Prefeito de Castellón (2005-2011)
- Deputado por Castellón nas Cortes Valencianas (2007-2015).
- Presidente do PP da Comunidade Valenciana (2011-2015).
- Presidente da Generalidade Valenciana (2011-2015).
- Porta-voz do Grupo Popular nos Cortes Valencianas (2015)
- Senador designado pelos Cortes Valencianas (desde 2015)